# Aktèmôn
Un aktèmôn désigne dans le vocabulaire fiscal byzantin du XIe siècle au XIVe siècle un paysan sans bœuf, et par extension ne possédant que peu de biens fonciers, mais un peu de petit bétail — ce qui  le distingue du pauvre, l’aporos. Cette catégorie est définie pour le calcul de l'impôt sur les personnes physiques qui est proportionnel aux moyens de production possédés. Selon le tarif fiscal du Parisinus, les aktèmones sont évalués à 6 nomismata et doivent par conséquent un impôt de 1/4 de nomisma (1/24 de la valeur fiscale totale). En réalité, ils paient souvent beaucoup moins, ce qui indique une pauvreté relative : dans les villages macédoniens de Dobrobikeia et de Radolibos, ils sont imposés respectivement à hauteur de 7/48 et 4/48 nomisma.